# Dallas Soonias
Dallas Soonias (ur. 25 kwietnia 1984 w Red Deer) – kanadyjski siatkarz, reprezentant kraju, uczestnik Mistrzostw Świata 2006 w Japonii.

## Życie prywatne
Dallas Soonias jest kawalerem. W swoim klubie uniwersyteckim zajmuje się DJ-ką. Jego brat, Sarain, jest zawodowym koszykarzem.

## Kariera w piłce siatkowej

### Kariera klubowa
Karierę zawodniczą rozpoczynał w Central Alberta Kings. Potem bronił barw drużyny zespołu Golden Bears grającego na Uniwersytecie Alberta w Edmonton. Należał do podstawowych zawodników klubu i słynął z silnych, efektownych ataków. W 2006 roku Japonii, po spotkaniu Polski z Kanadą spotkał się z działaczami beniaminka polskiej ekstraklasy, Jadaru Radom, podpisując roczny kontrakt gry. W sezonie 2006/2007 z radomską drużyną wywalczył 7. miejsce w Polskiej Lidze Siatkówki. Po zakończeniu rozgrywek wrócił do Kanady.

### Kariera reprezentacyjna
Przed turniejem w Japonii zaliczył 41 występów w kadrze narodowej. Na Mistrzostwach Świata 2006 najczęściej był rezerwowym graczem. Najdłuższą grę zaliczył w ostatnim meczu przeciwko Portoryko, wchodząc na boisko w drugim secie i zostając na nim już do końca spotkania. Podczas tego występu zdobył 13 punktów, w tym 11 z ataku i 2 blokiem. Kanadyjczycy pokonali rywali 3:1, lokując się na 11. pozycji w rozgrywkach. W 2007 roku z reprezentacją zajął 5. miejsce w turnieju Copa América, pokonując w meczu o ową pozycję Dominikanę. Soonias w tym spotkaniu był najlepszym punktującym, zdobywając dla swojej drużyny 18 punktów.